# Плятер, Эмилия
Эми́лия Фра́нцевна Пля́тер (бел. Эмілія Плятэр, пол. Emilia Plater, лит. Emilija Pliaterytė, 13 ноября 1806, Вильна — 23 декабря 1831, Юстянув) — графиня, революционерка из остзейского дворянского рода по отцовской линии, из Литовской шляхты Браславского повета по материнской. Участница ноябрьского восстания 1830 года, в ходе которого сначала организовала и возглавила небольшой партизанский отряд, а затем была командиром роты литовских пехотинцев в звании капитана.
Ближе к концу восстания Эмилия, которой едва исполнилось двадцать пять лет, неожиданно заболела и скоропостижно умерла. Благодаря стихотворению Адама Мицкевича «Смерть полковника» (1832), посвящённому ей, имя и необычная судьба графини получили широкую известность в кругах борцов за независимость, стали символом служения долгу патриота. На право называть её национальной героиней претендуют одновременно Беларусь, Польша, Латвия и Литва.

## Ранняя биография

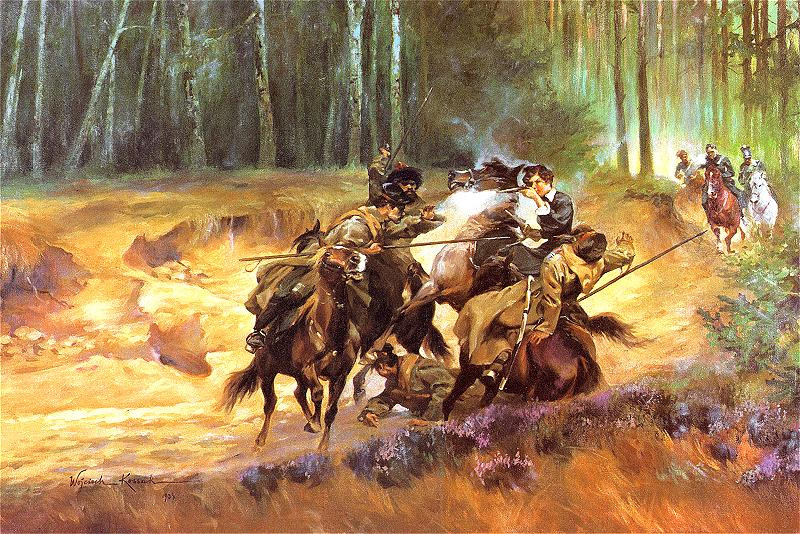
Эмилия Плятер в битве под Шавлями. Картина Войцеха Коссака.

Родилась в графской семье герба Плятер, в Вильно. Католическое аристократическое семейство фон Плятер издавна укоренилось в Ливонии и затем в Великом княжестве Литовском, а происходило из Вестфалии.
В 1815 году, после развода родителей Францишка Ксаверия Плятера и его первой жены Анны фон Моль, Эмилия в возрасте девяти лет переехала с матерью к дальним родственникам Плятерам-Зибергам в их родовое имение Ликсна, в окрестностях Динабурга (Даугавпилса), на стыке латгальской, литовской и белорусской этнических стихий.
Заслуживает внимания, что, кроме музыки, Эмилия увлекалась конным спортом и стрельбой. Её идеалами были женщины-воительницы: Жанна д’Арк и Бобелина — героиня греческого восстания против Османской империи. Получив хорошее образование, она зачитывалась Иоганном Вольфгангом фон Гёте и Фридрихом Шиллером, чтила память о борьбе Тадеуша Костюшко и Юзефа Понятовского.

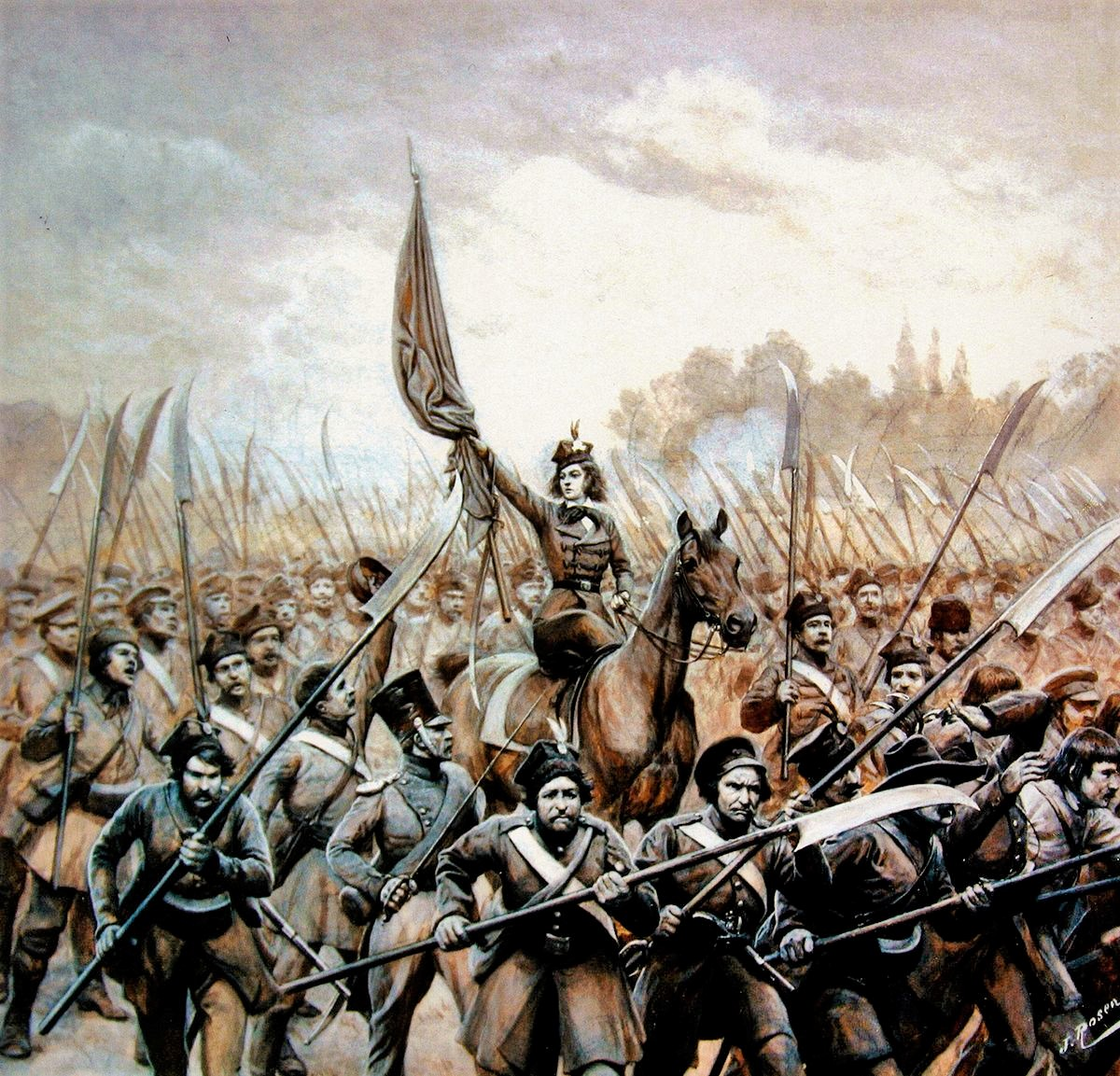
Эмилия Плятер во главе косиньеров. Картина Яна Богумила Розена.

В 1823 году одного из её двоюродных братьев насильственно забрали в царскую армию в наказание за празднование годовщины польской конституции 3 мая 1791 года. В 1829 году Эмилия вместе с матерью отправилась в путешествие в Варшаву и Краков.

## Восстание

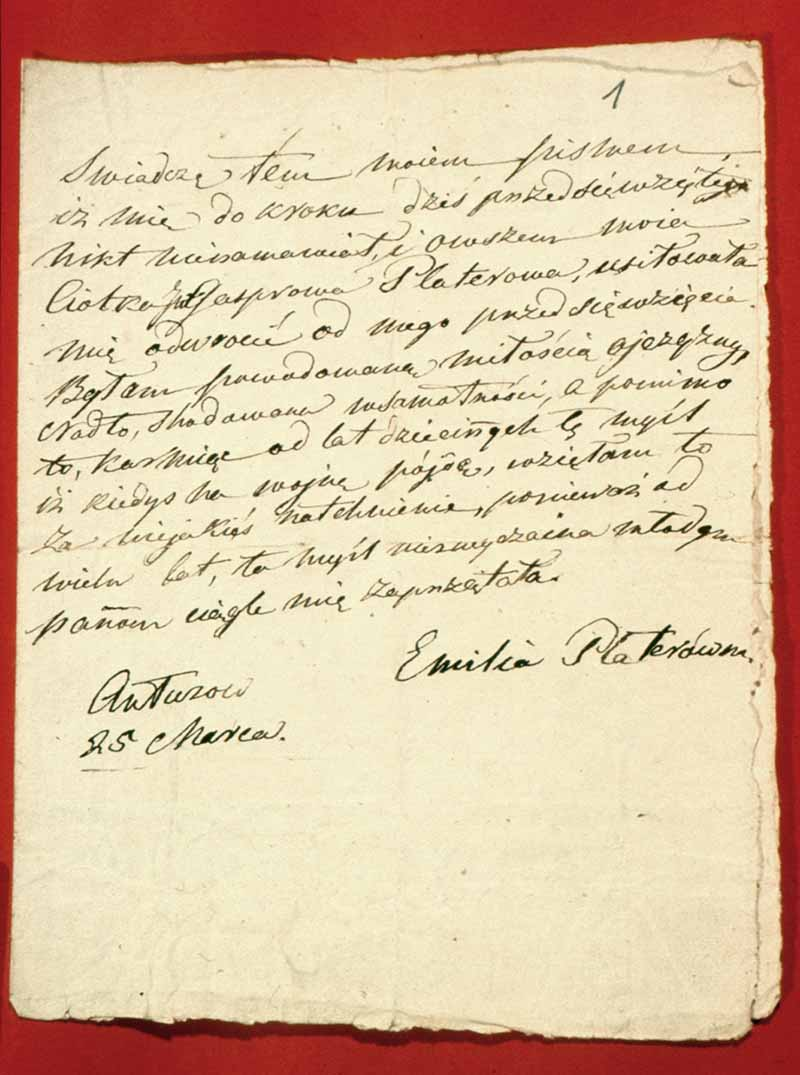
Запись Плятер от 25 марта о присоединении к восстанию.

Как только Эмилия узнала о начале восстания в Варшаве, она стала призывать ближайших родственников и знакомых начать подготовку восстания и у них, — в Литве и Беларуси. Вместе с кузенами она даже разработала подробный план по захвату Динабургской крепости (там содержались провинившиеся перед царским режимом поляки). И хотя этим грандиозным планам было не суждено осуществиться, в энергичной девушке все увидели истинного лидера. Местные дворяне, ещё помнящие обычаи когда-то славного Ливонского ордена, посвятили Эмилию в рыцари-Девы по всем старинным обрядам. 29 марта 1831 года, произнеся речь после мессы, вместе со своим родственником Цезарем Плятером Эмилия организовала в посёлке Дусяты партизанский отряд из 280 стрелков, 60 всадников и нескольких сотен косинеров (крестьян, вооружённых косами), и повела его на Двинск. Среди повстанцев было немало девушек. Запись от 25 марта указывает, что идея восстания исходила от неё самой.
30 марта повстанцы разбили российский отряд возле почтовой станции Давгели, 2 апреля состоялся бой с защитной частью генерала Ширмана, потом — бой под Утеной, в котором восставшие обратили царские войска в бегство. К 4 апреля относят захват городка Езеросы; однако некоторые историки сомневаются, имело ли на самом деле это событие место. Впрочем, от идеи взять Даугавпилс пришлось отказаться.
По разгрому казаками восстания, Эмилия Плятер, во главе небольшой группы, 30 апреля присоединилась к отряду Кароля Залуского. 4 мая участвовала в неудачной битве при Преставянах и, вскоре после этого — в сражении при Майшаголе. 17 мая отряд Э. Плятер занял Вилькомир и 5 июня влился в регулярную польскую армию Д. А. Хлаповского.

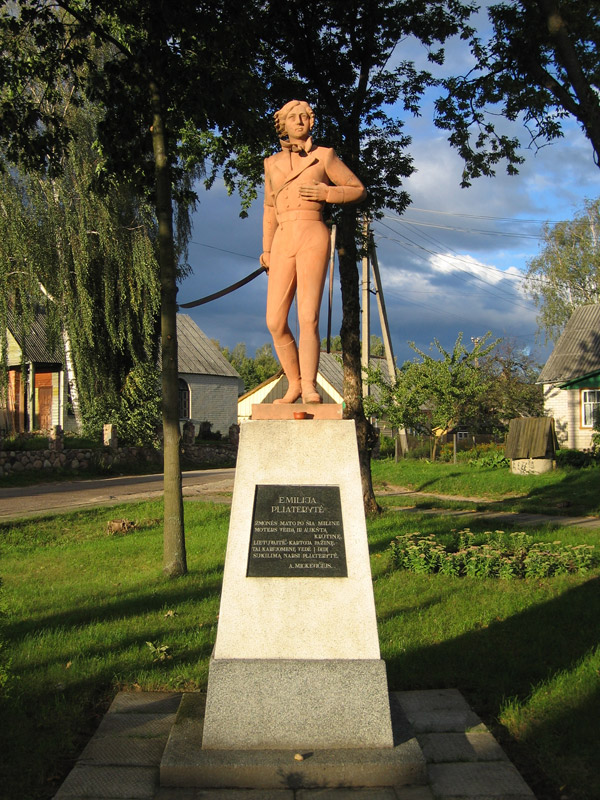
Памятник Эмилии Плятер в Капчаместисе.

За смелость и решительность в боевых действиях командование повстанческими силами назначило Э. Плятер почётным командиром роты в пехотном полку и присвоило ей звание капитана — самое высокое, который на тот момент занимала женщина. 

Подобное назначение не должно никого вводить в заблуждение. Несмотря на желание некоторых историков изобразить Плятер настоящим боевым командиром, должность её была исключительно формальной, да и то в полку, который занимался охраной обозов.
Конечно, сама Плятер несомненно рвалась в бой, но Хлаповский, понимавший громадное пропагандистское значение польской женщины-офицера, старался держать её при себе и не подвергать лишней опасности.
— «Миф о „белорусской Жанне д’Арк“», Кирилл Метелица 
В числе других повстанческих группировок отряд принимал участие в схватках против царских войск (под Радзивилишками, Вильно, Шавлями и в других местах).
В июне войска Хлаповского прибыли в Ковно, где произошла одна из крупнейших битв в литовских губерниях. Однако им было не по силам противостоять наступавшей русской армии. После поражения под Шавлями 8 июля Хлаповский принял решение об отступлении на запад, к прусской границе. Эмилия Плятер оспорила этот приказ; вместо его исполнения, она требовала прорываться к Варшаве, чтобы продолжить борьбу.
При отходе повстанцев в Пруссию Эмилия, не желавшая позорно отступать, с двумя сопровождающими отделилась от основных повстанческих сил и направилась в осаждённую Варшаву, но из-за переутомления, усталости, бессонницы и голода по дороге заболела и слегла. Её оставили в придорожном крестьянском доме, откуда вскоре перевезли в особняк дворян Абломовичей (Обломовичей). Абломовичи около месяца за ней ухаживали, выдавая за новую приболевшую учительницу. Но Эмилия угасала. 23 декабря 1831 года она умерла. Это случилось в селе Юстианово.

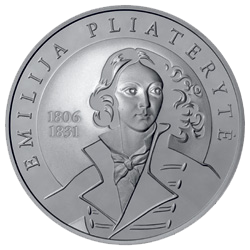
Памятная монета, посвящённая 200-летию Эмилии Плятер. Выпущена литовским банком в 2006 году.

Её останки были доставлены на кладбище ближайшего города Коптёво (совр. Капчаместис, Лаздийский район). Могила находится на кладбище и по сей день, это тёмно-серый гранитный обелиск, увенчанный крестом, который был восстановлен в 2004 году. Сохранён и гранитный камень от оригинального памятника с надписью «Mów Wieczny Pokój».
В центре города установлен памятник героине, с надписью на постаменте цитаты из произведения Адама Мицкевича «Смерть полковника» (на литовском языке).

## Память

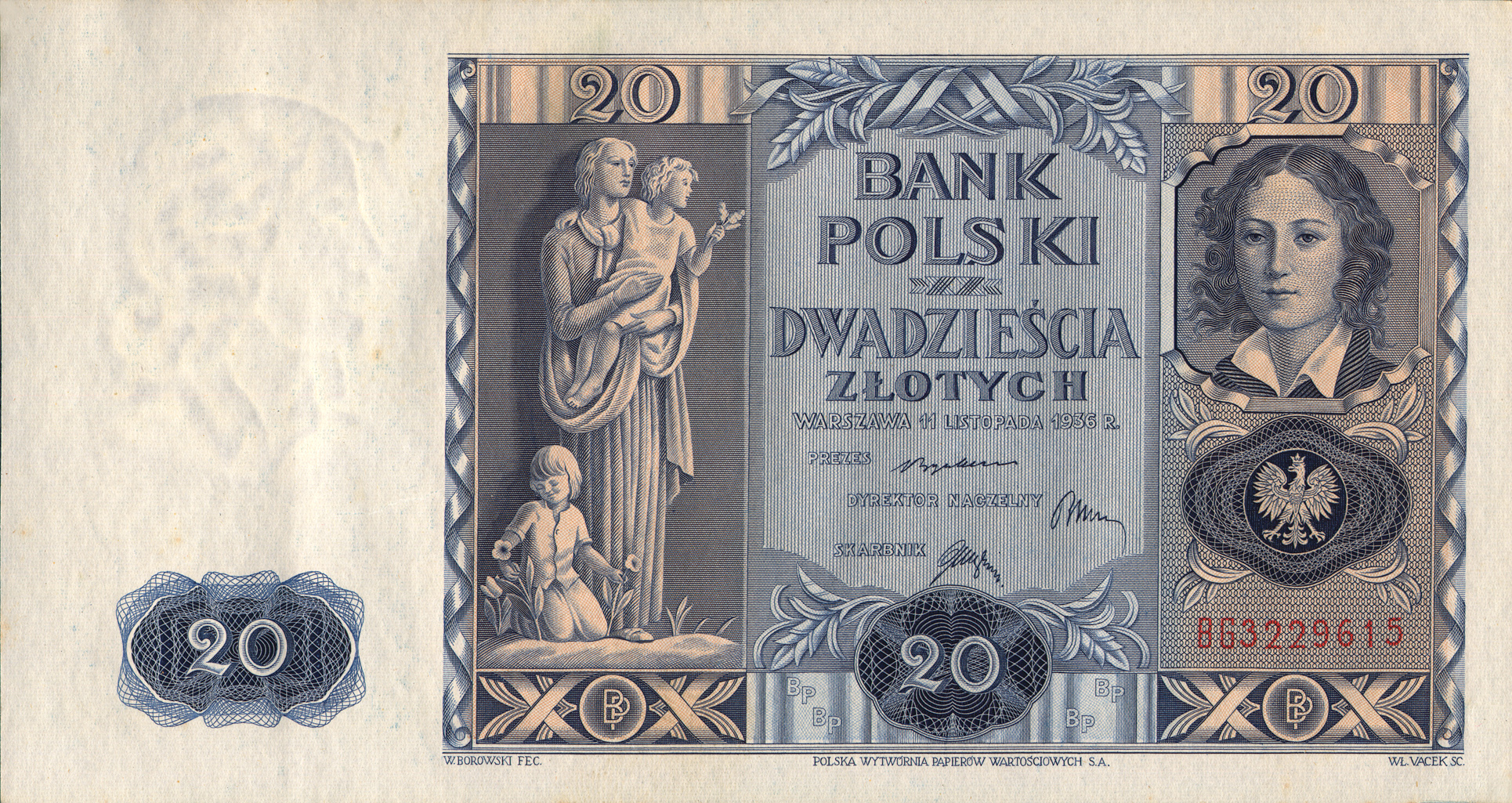
Польская банкнота 1936 года с изображением Эмилии Плятер.

Её имя вошло в легенды, она была воспета в известном стихотворении Адама Мицкевича «Смерть полковника», многочисленных произведениях других писателей, поэтов и художников Польши. В её честь названы улицы в нескольких городах Польши и Литвы, и одна из центральных улиц Варшавы.
В память о ней был назван пехотный батальон, который воевал в составе 1-й пехотной дивизии имени Тадеуша Костюшко в годы Второй мировой войны.
В Вильнюсе, в районе Жирмунай, есть прогимназия её имени (lt:Vilniaus Emilijos Pliaterytės progimnazija).
Её жизнь анализировали и с феминистической перспективы — как одной из женщин, бросившей вызов стереотипу, что лишь мужчины могут воевать.
Песня Emilia Plater польской рок-группы Horytnica посвящена этой героине.